# Наумов Роман Сергійович
Рома́н Сергі́йович Нау́мов (нар. 19 жовтня 1979) — український професійний фотограф, військовослужбовець, член Національної спілки журналістів України.

## Життєпис
Народився 19 жовтня 1979 року в с. Горошків Тетіївського району Київської області. Закінчив школу в Білій Церкві. Здобув спеціальність у Білоцерківському технікумі м'ясної та молочної промисловості (нині економічний коледж). 9 червня 1999 року був призваний на строкову військову службу, яку перші півроку проходив в навчальному центрі в місті Павлоград, а після навчання відбув проходити службу в 72 механізовану дивізію (яка пізніше була реформована в нині 72 окрему механізовану бригаду), яка базувалась в Білій Церкві. Після року строкової служби підписав контракт і ще два роки служив за контрактом.
Звільнившись в 2002 році з лав ЗСУ, розпочав кар'єру, яка стосувалась обробки інформації, обліку, аналітики. Останнє місце роботи в цьому напрямі — аналітик компанії «Сільпо» (2007—2015 рр).
У 2015 році розпочав професійну кар'єру фотографа.
Крім фотографії, брав участь у житті свого рідного міста, працював в Агенції стратегічного розвитку Білої Церкви (займався туристичними проєктами). З 2017 року і дотепер є членом громадського об'єднання «Біла Церква туристична».
З початком повномасштабного вторгнення допомагав місцевим волонтерам; відвідував міста й селища, які потерпіли від російських окупантів: Бородянка, Макарів, Буча, Ірпінь, Київ, Чернігів, Миколаїв, Херсон. Десь самостійно, десь із волонтерськими вантажами, намагався змістовно фіксувати руйнації та наслідки.
З лютого 2023 року, попри протипоказання по здоров'ю, вирішив служити у Збройних Силах України. Через 21 рік знову військовослужбовець. Став фотографом у службі зв'язків із громадськістю Командування об'єднаних сил ЗСУ.
Під час служби в Командуванні об'єднаних сил ЗСУ в межах угруповання військ «Північ» було створено багато матеріалу, який, крім власних сторінок і видань Командування, використовувався також різноманітними засобами інформації, інформаційними агенціями, телеканалами тощо. Вибірково фотографії регулярно публікувались на офіційних сторінках Генерального Штабу, Президента України та інших ресурсах.
З квітня 2024 року проходить службу в 117 окремій механізованій бригаді.

## Виставки
- 2012 — фотовиставка на день міста з нагоди 980-річниці Білої Церкви
- 2015 — фотовиставка на день міста «Місто, що надихає»
- 2016 — фотовиставка на день міста «Місто, що надихає»

### 2024 рік
- Березень — польське місто Торунь[7]
- Квітень — Біла Церква «…і буде весна»[8]
- Травень — місто Норідж — виставка «Pain and Struggle» («Біль та боротьба»)[9][4]
- Травень — дендропарк «Олександрія» «… І буде Весна»[10]

### 2025 рік
- Лютий-березень — місто Донкастер — виставка «Through the lense of the war» («Крізь об'єктив війни»)[11]
- Квітень — Біла Церква «…і буде весна»[12]

## Відзнаки
- 2012 — вперше виграв міський фотоконкурс «Біла Церква очима молодих». Перемогу отримала робота «Мальовниче Надросся»[13]
- 2013 — Перемога в фотоконкурсі «Київщина туристична» від Київської обласної державної адміністрації
- 2016 — міжнародний фотоконкурс пам'яток культури «Вікі любить пам'ятки»: автор найкращого фото Київської області
- 2017 — міжнародний фотоконкурс пам'яток культури «Вікі любить пам'ятки»: автор найкращого фото Київської[14] та Івано-Франківської областей[15]
- 2018 — міжнародний фотоконкурс пам'яток культури «Вікі любить пам'ятки» (9-те місце у номінації «Найкраще фото») за фотографію Залу органної музики в Білій Церкві (колишній костел Іоана Предтечі), а також автор найкращого фото Київської, Житомирської, Полтавської, Чернігівської областей[16][17][18]

## Нагороди
- 2023 — нагороджений нагрудним знаком Командувача об'єднаних сил Збройних Сил України «За службу та звитягу» III ступеня
- 2023 — відзначений почесним нагрудним знаком Головнокомандувача ЗСУ «Золотий хрест»
- 2023 — відзначений почесним нагрудним знаком Головнокомандувача ЗСУ «Хрест Військова честь»
- 2024 — відзначений почесним нагрудним знаком Головнокомандувача ЗСУ «Золотий хрест» «Гілка дубового листя»
- 2024 — отримав Нагрудний знак «Ветеран війни»
- 2024 — відзначений медаллю Міністра оборони України «10 років сумлінної служби»
- 2025 — нагороджений відзнакою командира 117 овмбр

## Галерея

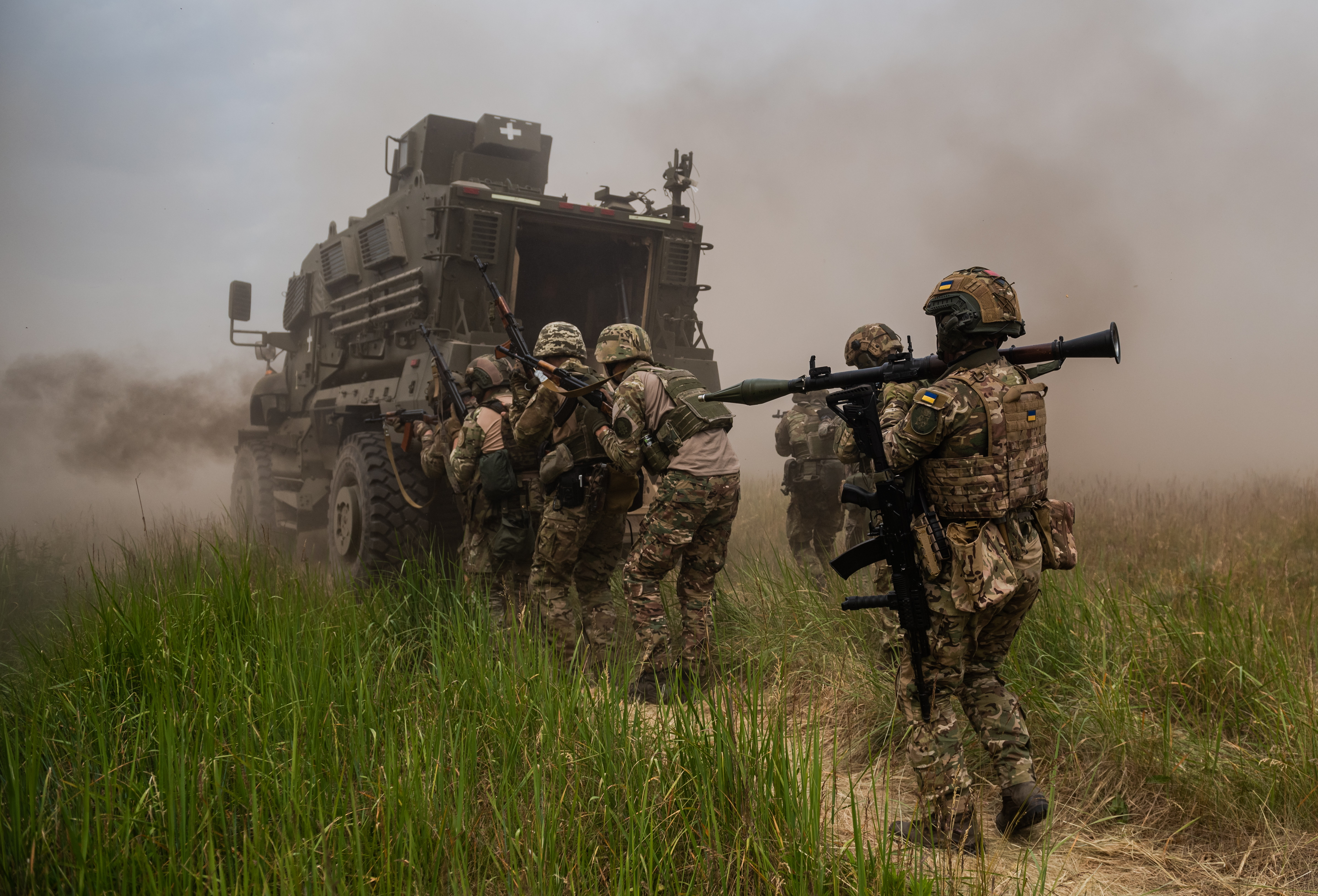
Військовослужбовці ЗСУ йдуть в наступ за бронемашиною
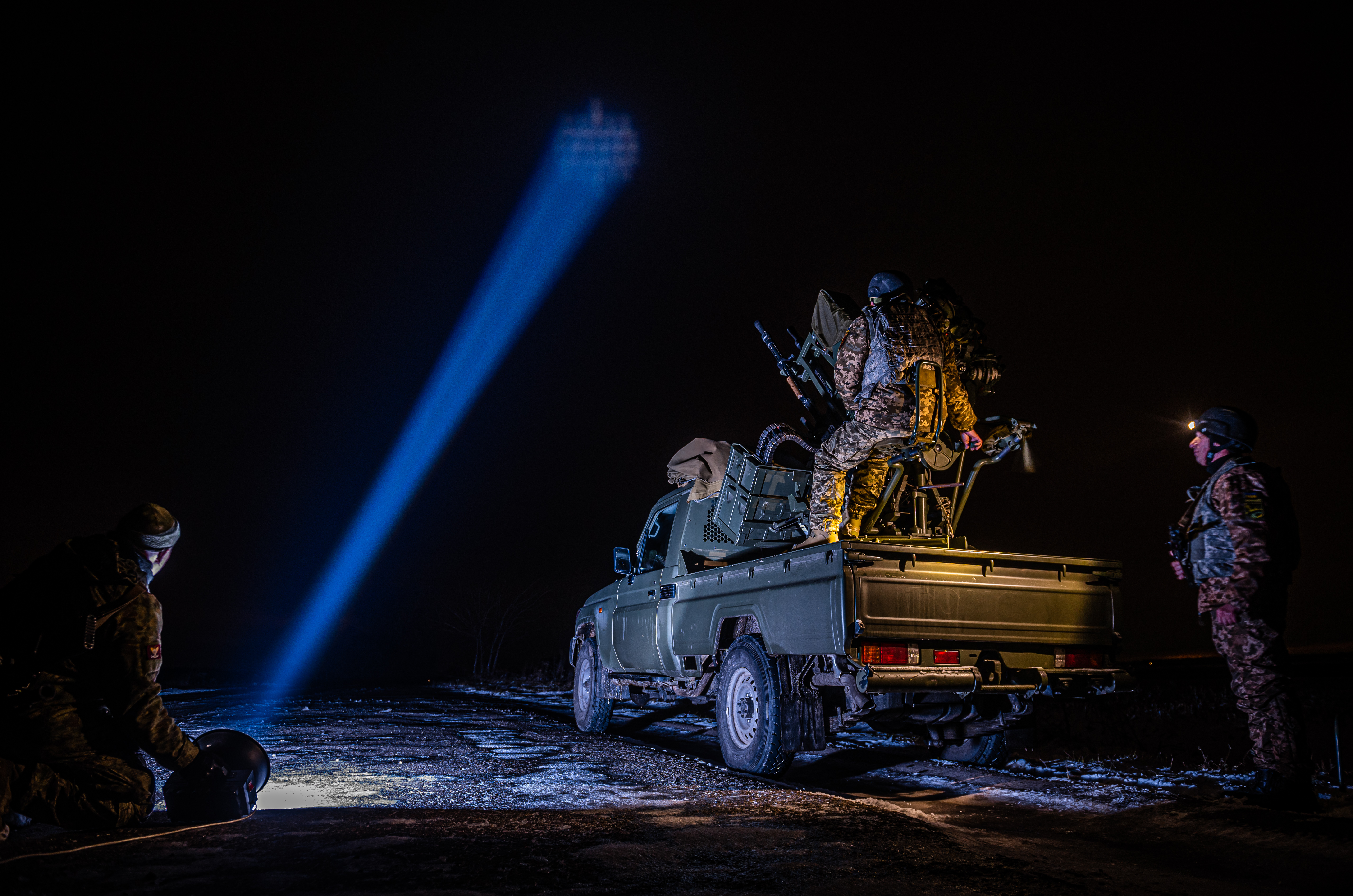
«Ловці шахедів» на полюванні
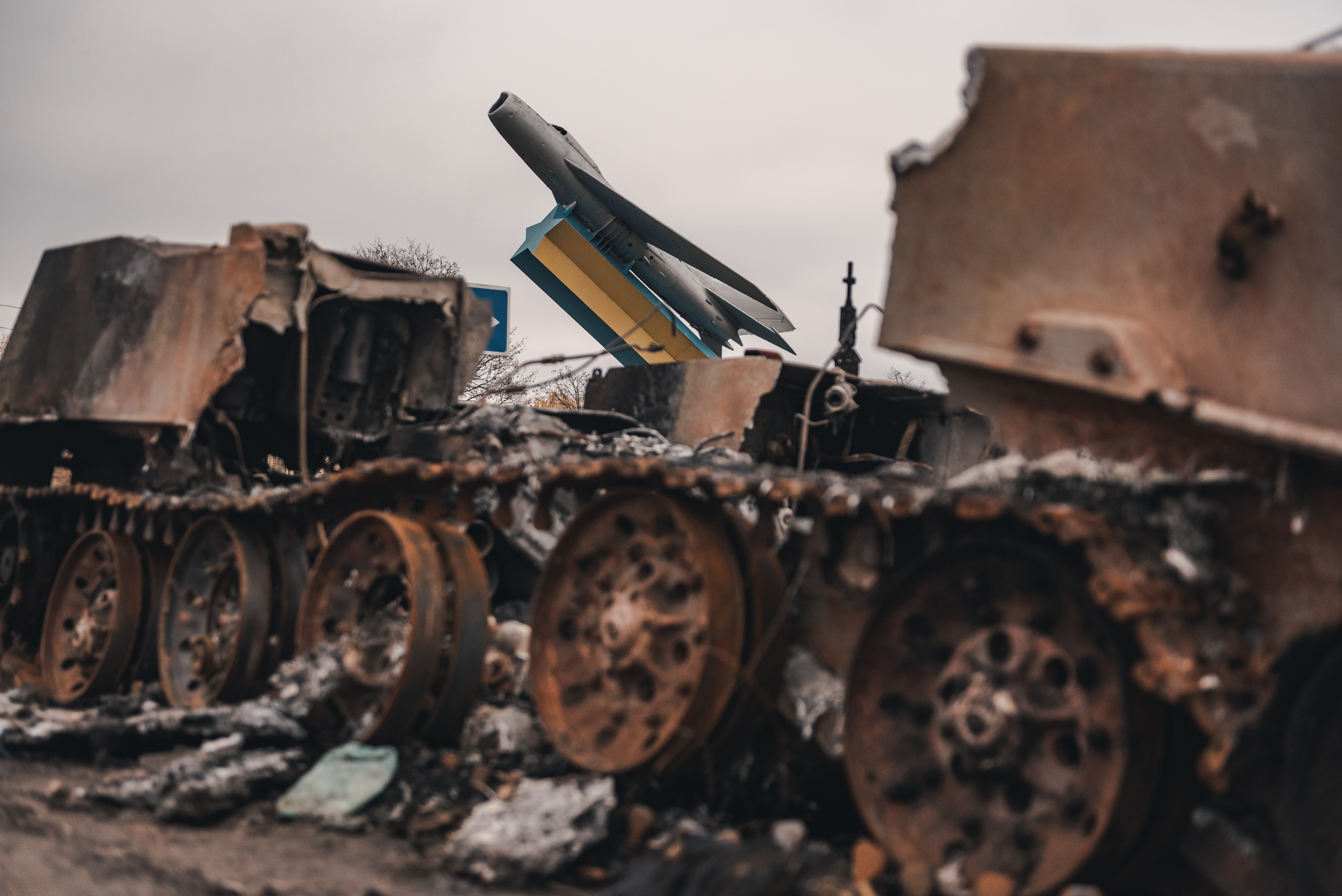
Спалена російська техніка біля Чорнобаївки
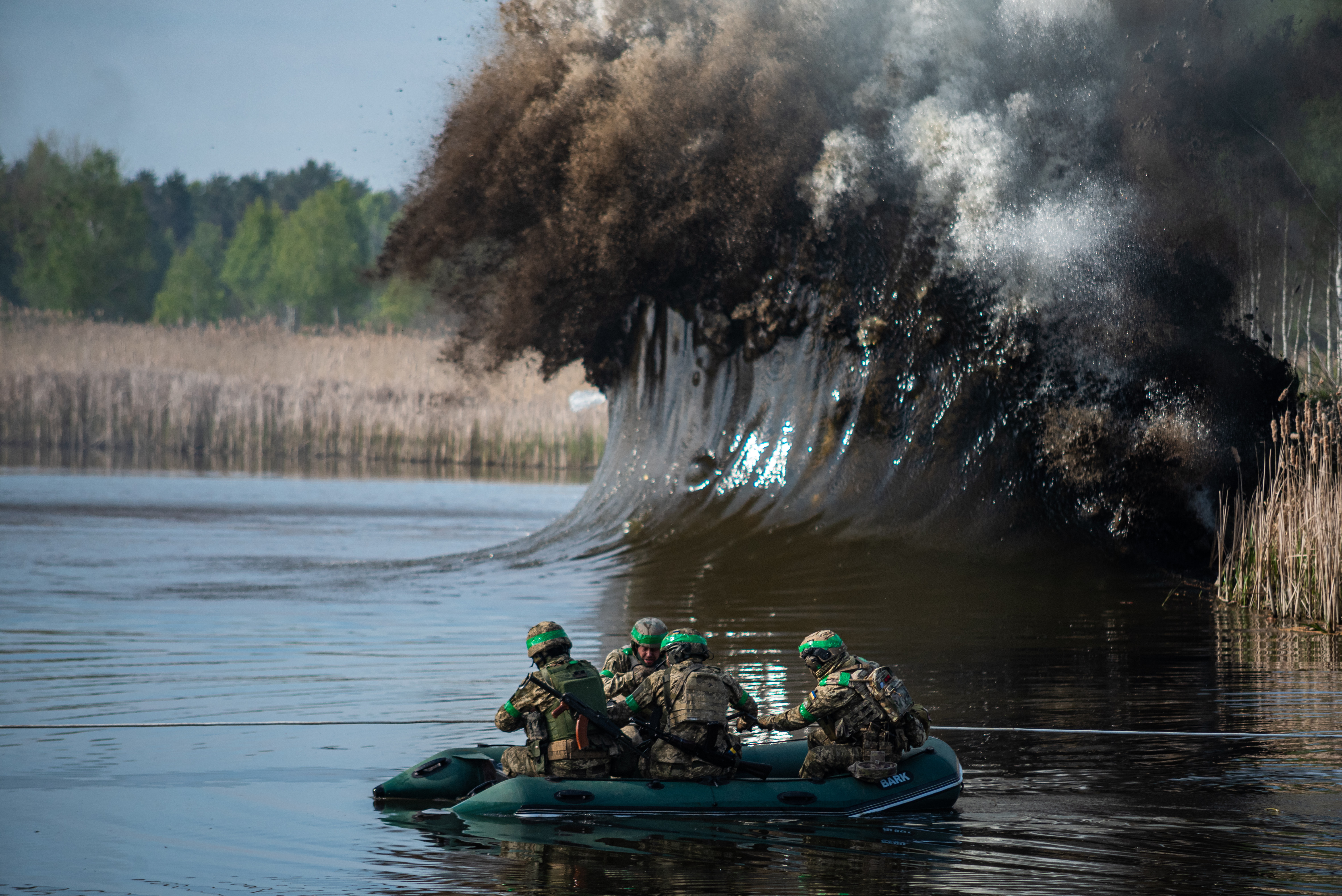
Вибух протитанкової міни під водою під час навчання бойових медиків
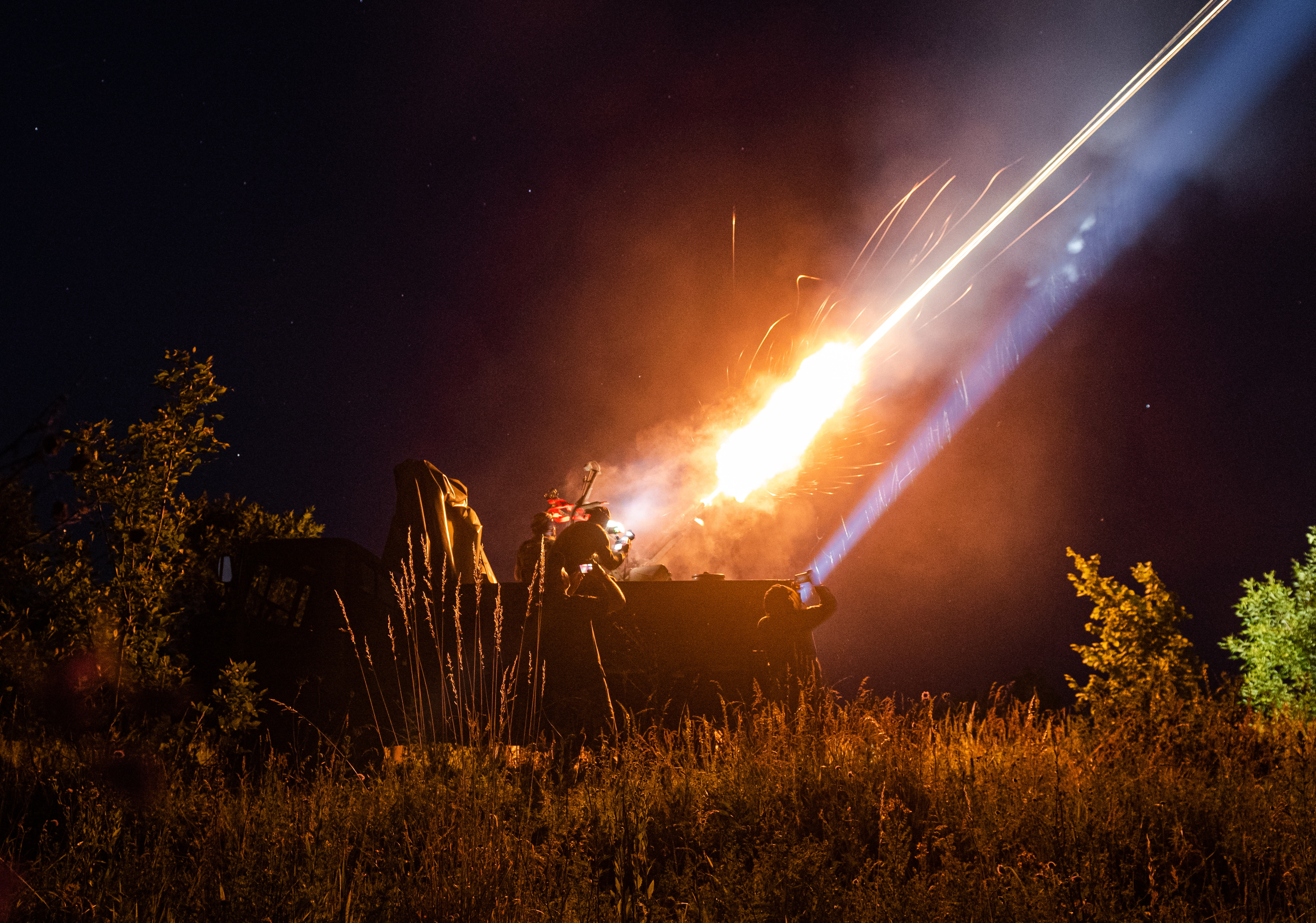
Полювання на «шахедів»
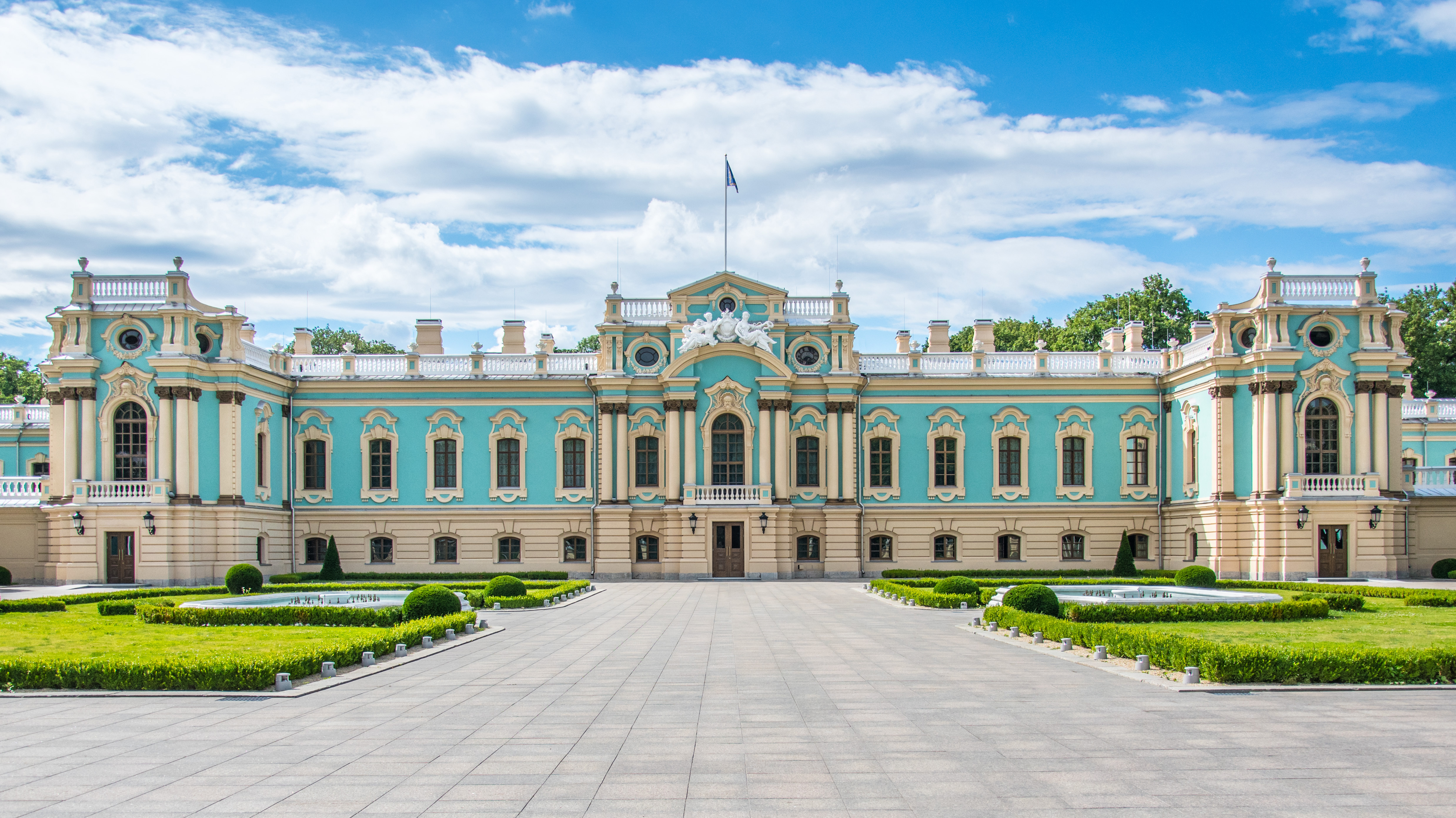
Маріїнський палац в Києві
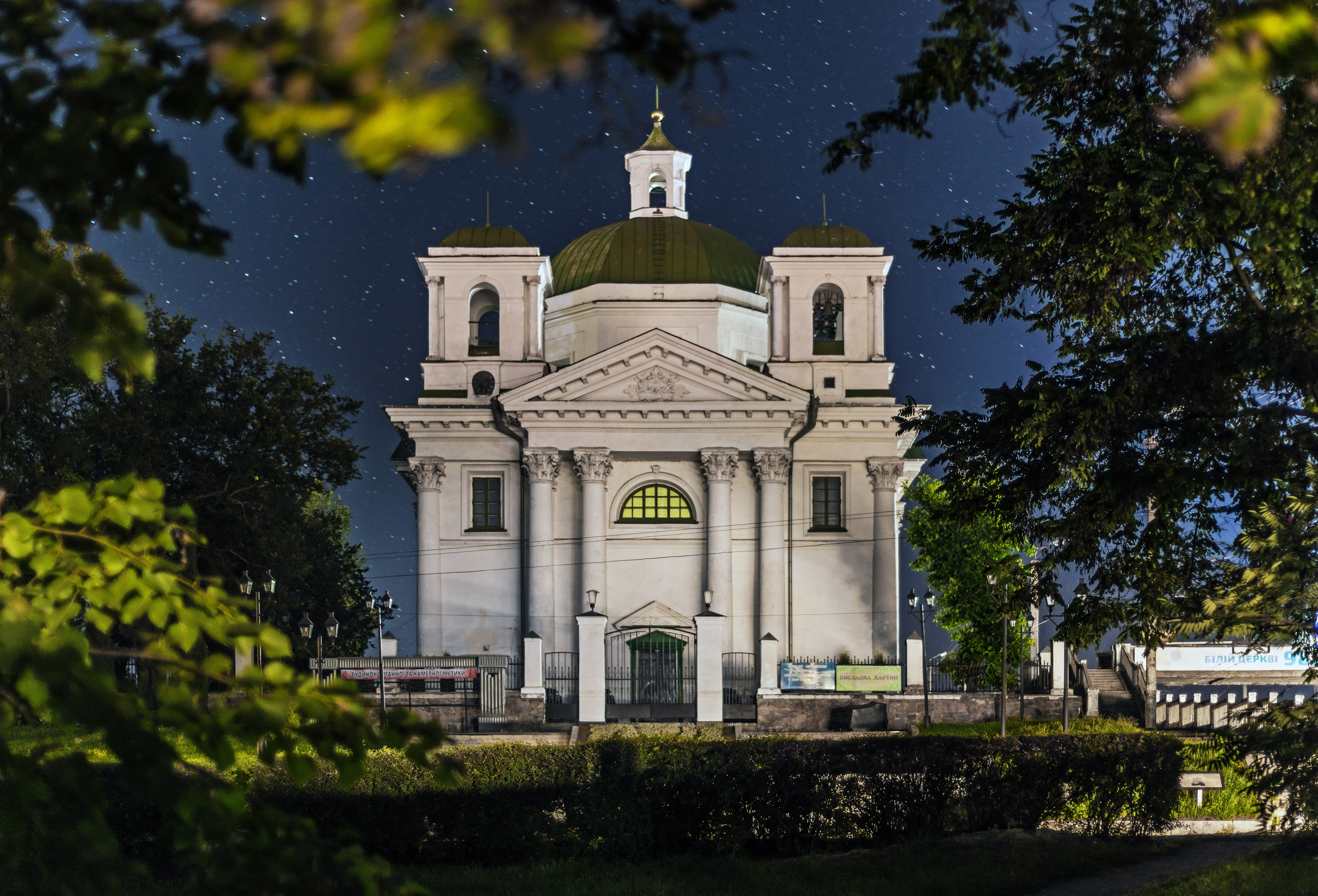
Зал органної музики в Білій Церкві (колишній костел Іоана Предтечі)